# Râul Nicolina, Bahlui (Hârlău)
Râul Nicolina este un curs de apă, afluent al râului Bahlui în zona orașului Hârlău. Acest curs de apă nu trebuie confundat cu râul cu același nume din zona municipiului Iași